# シャトー・ディケム

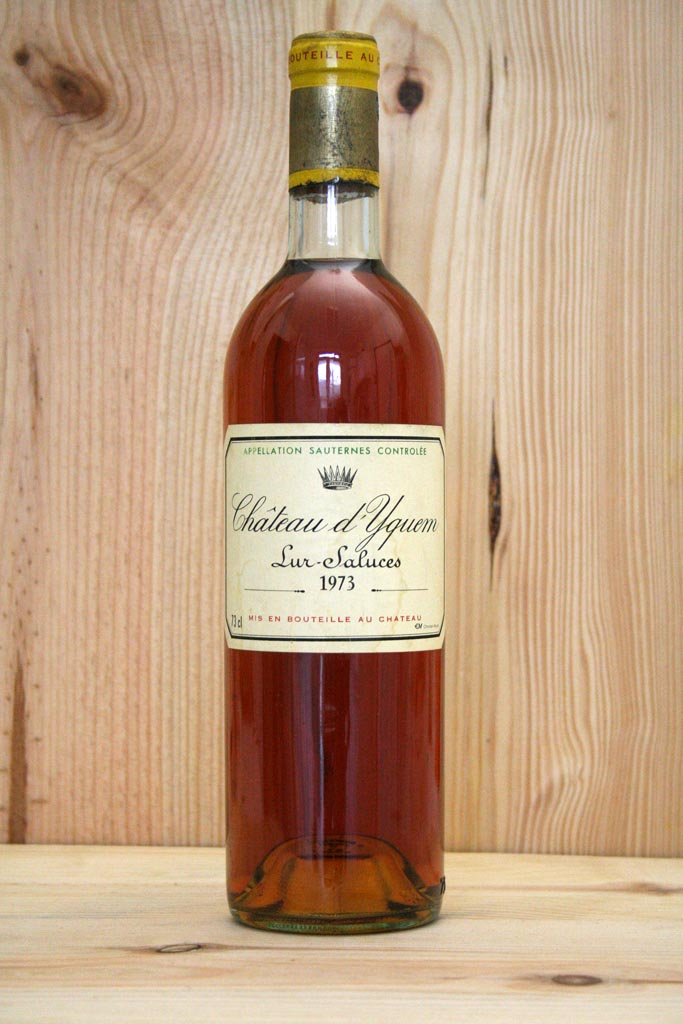
1973年もののシャトー・ディケム

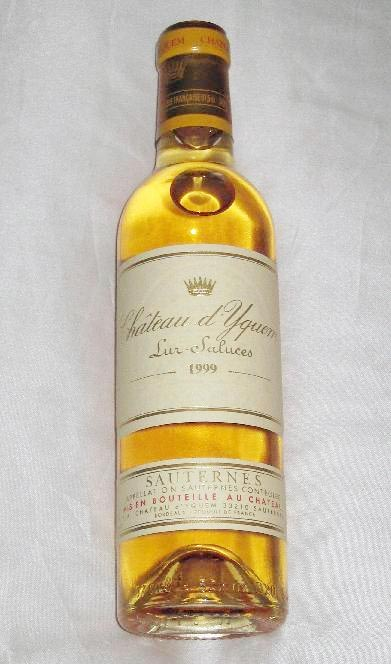
1999年もののハーフボトル

シャトー・ディケム（Château d'Yquem)は、フランスのアキテーヌ地方ジロンド県ソーテルヌ村にあるリュル＝サリュース家所有のシャトー（ワイン生産者）で、ソーテルヌ・ワインに含まれる。世界最高の極甘口白ワインである貴腐ワインの生産者として知られている。
数百年の歴史を誇るボルドーでも最も古いシャトーの一つである。面積は100haほど、生産されるワインは毎年秋に6万3千～7万本程度とされている。ぶどう品種は、セミヨン80%、ソーヴィニョン・ブラン20%で、ぶどうは粒単位で丹念に手作業で選別され、オークの新樽で3年熟成された後瓶詰めされる。品質保持は厳密に行われ、ブドウの樹齢を高く保つことや生産を制限する為の手入れ、ここの畑から注意深く選ばれた接木を使っての2種類のぶどうの品種改良、畑に何回も通って房の中から完熟した貴腐果粒だけを摘むという特殊な摘果方法、絶対的な補糖拒否、全てオーク新樽使用、完璧さを維持する為に不作の年はイケムの瓶に詰めないスタイルを取っている。そのため生産されない年が存在し1930,51,52,64,72,74年などは造られなかった。よいヴィンテージのものは熟成に二十年以上かかるとされ、100年以上経っても、その輝きは失われないといわれている。
1855年パリの万国博覧会の際、ソーテルヌの格付けで、これを凌ぐものはない最高級品ということで唯一「特別1級」に指定されている。
1999年よりLVMH（ルイ・ヴィトン、モエ、ヘネシー）グループの傘下に入った。